# Jet Boy
Jet Boy – singel zespołu New York Dolls, promujący album New York Dolls, wydany w 1973 przez wytwórnię Mercury Records.

## Lista utworów
1. "Jet Boy" (David Johansen/Johnny Thunders) – 4:40
2. "Vietnamese Baby" (David Johansen) – 3:39

## Skład
- David Johansen – wokal
- Johnny Thunders – gitara, wokal
- Sylvain Sylvain – gitara, wokal
- Arthur Kane – gitara basowa
- Jerry Nolan – perkusja